# Josef Polášek
Josef Polášek (* 2. října 1965 Zlín) je český divadelní a filmový herec a komik, známý také z reklamních televizních spotů, bratranec politika Jiřího Čunka a římskokatolického kněze Josefa Čunka.
Vyučil se silnoproudařem a po doplnění maturity vystudoval v roce 1994 činoherní herectví na Divadelní fakultě Janáčkovy akademie múzických umění v Brně. Po absolutoriu začal hrát v brněnském HaDivadle, od roku 2003 působil v brněnském Divadle Husa na provázku, v současnosti[kdy?] hraje v pražském Divadle Na zábradlí.
Ztvárnil také několik filmových rolí, především retardovaných jedinců. Jeho první hlavní rolí byla postava doktora v hořké komedii František je děvkař.
Velkou známost mu také přinesly role v reklamě na žvýkačky značky Orbit, na Kofolu a na Atlas.cz, které režíroval Petr Čtvrtníček. Též role delegáta v divadelní hře Ivánku, kamaráde, můžeš mluvit? se ve společnosti zapsala do povědomí.
Z televizních rolí dostal nejvíce prostoru jako Hynek Kupsa v seriálu Vyprávěj.
Za manželku má Michaelu Poláškovou.

## Herecká filmografie
- 2001 – Vyhnání z ráje (Láďa Dadák), Divoké včely (Staňa)
- 2004 – Mistři (Josef)
- 2005 – Doblba! (druhý pohřební zřízenec), Hrubeš a Mareš jsou kamarádi do deště (Jaroušek), Nejlepší je pěnivá (Vincent, krátký studentský film Jana Prušinovského)
- 2007 – Poslední plavky (Kamil Hošpes), Václav
- 2008 – František je děvkař (František Soukenický)
- 2008 – Vzhůru dolů! (synek)
- 2009 – Protektor (producent)
- 2010 – Comeback (Jaromír Šimara)
- 2011 – Odcházení
- 2012 – Gympl s (r)učením omezeným (Tomáš Lener)
- 2012 – Polski film (sám sebe)
- 2016 – Jak se zbavit nevěsty, Ohnivý kuře, Já, Mattoni
- 2018 – Čertí brko, Specialisté
- 2019 – Cena za štěstí, Krejzovi
- 2020 – Slunečná
- 2021 – Kurz manželské touhy, Osada